# Sue Goffe
Sue Goffe, geb. Susan L. Paxton, (* 1964 in Chorley, Lancashire) ist eine britische Filmproduzentin.

## Leben
Die im Nordwesten Englands geborene Sue Goffe wuchs in London auf, ging jedoch in Ripon in North Yorkshire zur Schule. Sie studierte am College in Brighton und begann als Mädchen für alles bei Studio aka in London. Sie wurde in der Werbung tätig und arbeitete 2003 bei Marc Crastes Kurzanimationsfilm Jo Jo in the Stars erstmals als Produzentin. Zusammen mit Craste erhielt sie einen BAFTA für den besten Kurzanimationsfilm; 2009 folgten eine BAFTA-Nominierung in der gleichen Kategorie für Schädlinge sowie eine Auszeichnung mit dem BAFTA Children’s Award für den Animationsfilm Pinguin gefunden. Ihr größter Erfolg wurde die Produktion von Grant Orchards Kurzanimationsfilm A Morning Stroll, für den sie gemeinsam mit Orchard für den Oscar in der Kategorie Bester animierter Kurzfilm nominiert wurde und erneut einen BAFTA für den besten Kurzanimationsfilm erhielt. Goffe ist leitende Geschäftsführerin von Studio aka.

## Filmografie (Auswahl)
- 2003: Jo Jo in the Stars
- 2008: Pinguin gefunden (Lost and Found)
- 2009: Schädlinge (Varmints)
- 2011: A Morning Stroll

## Auszeichnungen
- 2004: BAFTA, bester Kurzanimationsfilm, für Jo Jo in the Stars
- 2009: BAFTA Children’s Award, bester Animationsfilm, für Pinguin gefunden
- 2009: BAFTA-Nominierung, bester Kurzanimationsfilm, für Schädlinge
- 2012: Oscarnominierung, Bester animierter Kurzfilm, für A Morning Stroll
- 2012: BAFTA, bester Kurzanimationsfilm, für A Morning Stroll